# 沃爾夫斯巴赫河 (魯爾河支流)
51°22′40″N 6°58′56″E / 51.377875°N 6.9821801°E
沃爾夫斯巴赫河（德語：Wolfsbach），是德國的河流，位於該國西部，處於北萊茵-威斯特法倫州，屬於魯爾河的右支流，河道全長3.9公里，流域面積3.9平方公里。